# 47931 Stifler
47931 Stifler este o planetă minoră (asteroid) din centura de asteroizi. A fost descoperită pe 4 aprilie 2000 la Stația Anderson Mesa de Lowell Observatory Near-Earth-Object Search. 
Obiectul prezintă o orbită caracterizată de o semiaxă mare de 3,10700544756 UAi, o excentricitate de 0,14578974213991, o înclinație de 12,220502325079 ° în raport cu ecliptica.